# Qcow
qcow es un formato de archivo para archivos de imagen de disco utilizado por QEMU, un monitor de máquina virtual alojado. El nombre proviene de "QEMU Copy On Write" ya que se usa una estrategia de optimización del almacenamiento  que mantiene la versión inicial de la imagen de disco y utiliza almacenamiento adicional para persistir las modificaciones. Los archivos en formato qcow pueden contener imágenes de disco de diferentes sistemas operativos. Existen tres versiones del formato: qcow, qcow2 y qcow3  que utilizan las extensiones de archivo .qcow, .qcow2 y .qcow3, respectivamente.
El comando qemu-img permite inspeccionar, verificar, crear, convertir, cambiar el tamaño y tomar instantáneas de imágenes qcow.

## Características
Una de las principales características de las imágenes de disco qcow es que los archivos con este formato pueden crecer a medida que se agregan datos. Esto permite tamaños de archivo más pequeños que las imágenes de disco sin formato, las cuales utilizan archivos de igual tamaño que el disco original, incluyendo el espacio vacío. Esto es particularmente útil cuando la imagen qcow contiene sistemas de archivos que no soportan archivos dispersos, como FAT32.
El formato qcow, mediante la estrategia copiar en escritura, permite mantener la imagen base de solo lectura y almacenar los cambios realizados en un archivo qcow separado. Al leer un dato, el contenido se recupera desde la nueva imagen si es una modificación o si no se obtienen de la imagen base.
Las características opcionales incluyen compresión transparente basada en zlib.

## qcow2
qcow2 es una versión actualizada del formato qcow que incorpora el cifrado AES. Además admite múltiples instantáneas utilizando un modelo más nuevo y flexible para almacenarlas. La documentación oficial para el formato es parte del árbol QEMU Git.

## qcow3
El formato qcow3 es de uso estándar desde QEMU versión 1.7. Proporciona mejor velocidad, es compatible con qcow2 y es extensible. Se puede utilizar el comando qemu-img amend para actualizar el formato de un archivo qcow2.